# Zabdas

Tenemos un ejército, Su Majestad, pero Antioquía ha caído. Si también perdemos la próxima batalla, nos veremos obligados a retroceder a Palmyra y prepararnos para un asedio y entonces cualquier esperanza de victoria será en vano.
Historia Augusta, Zabdas habla con Zenobia después de la retirada de Palmira de la batalla de Immae

Septimius Zabdas (latín: Septimius Zabdas, arameo: Saba o Zabas; Palmira, ... – Emesa, 272) fue un general del Reino de Palmira que luchó en nombre de la reina Zenobia contra el emperador romano Aureliano y su intento de volver a anexar el Reino al Imperio Romano.
A la muerte de Septimius Odaenathus (266/267), su esposa Zenobia asumió el poder en nombre de su hijo Vaballathus, convirtiéndose a todos los efectos en soberana y reina de Palmira; luego nombró a Zabdas Comandante supremo de las tropas de Palmira, que dirigió en la conquista de numerosos territorios.
De origen armenio, Zabdas fue un general formidable. Al frente de su ejército, mostró una destreza notable: era un "caballo", de hecho en varias ocasiones parece que habría caminado tres o cuatro millas junto con sus soldados de a pie, incluso si tuviera caballos. o carros a su disposición.
Su mayor éxito fue la ocupación de Egipto romano.
Fue ejecutado al final del sitio de Palmira, en Emesa, donde fueron juzgados la reina Zenobia y sus leales.

## Campañas de conquista

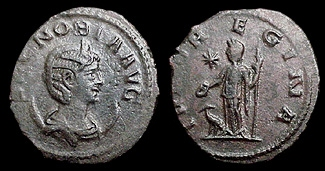
Zenobia representada en un Antoniniano; Zabdas fue nombrada por la reina de Palmira comandante en jefe de los ejércitos de Palmira del Reino del Este, y en su nombre conquistó Siria, Egipto y Asia Menor.

### Arabia y Judea
En la primavera de 270 Zenobia lo envió a la Arabia romana con el ejército; el dux Arabiae Trassus, que comandaba la Legio III Cyrenaica, se enfrentó a Zabdas cerca de Bostra, pero acaba derrotado y asesinado por el general Palmyrene. Zabdas capturó y saqueó la capital provincial, destruyendo el templo de Zeus Amón, al que se dedicaban los legionarios.
Luego se movió a lo largo del valle del Jordan, encontrando poca resistencia y probablemente también atacando Petra. El comienzo de la campaña había cumplido el propósito de conquistar Judea y Arabia.

### Egipto
En octubre de 270 Zabdas y el ejército palmireno, compuesto por 70 000 hombres, estaban en las fronteras orientales de Egipto; no está claro si la noticia de la muerte del emperador Claudio II el Godo había llegado a oriente mientras Zabdas aún estaba en Judea, o si el general palmireno tuvo suerte, pero lo cierto es que aprovechó el mejor momento para atacar la provincia egipcia. La noticia de la muerte del emperador entró en la vida política de la provincia, dividida entre la facción pro-romana y la facción pro-palmirena; el hábil prefecto de Egipto Tenagino Probus estaba fuera con la flota, para luchar contra los piratas. La facción de Palmyrene, dirigida por el oficial de la guarnición romana Timagenes, se alió con Zabdas: sus fuerzas combinadas derrotaron a los contingentes romanos en la región, que sumaban 50 000 hombres.
Probo regresó a Egipto y reorganizó las fuerzas romanas,reconquistando Alejandría en noviembre y expulsando a los palmirenos del Delta del Nilo. Zabdas, aprovechando el apoyo popular en la ciudad, logró recuperar Alejandría, lo que obligó a Probo a retirarse hacia el sur. El general romano se encaramó en una fuerte posición defensiva en la ciudad de la Babilonia egipcia, donde se le unió Zabdas; Timagenes dirigió una fuerza de Palmyrene detrás de Probus, quien fue derrotado y se suicidó. La victoria de Zabdas llevó a la importante provincia de Egipto al Reino de Palmira de Zenobia, que estuvo retenido con un contingente de 5000 hombres.

### Siria y Asia Menor
En la primavera de 271 Zenobia llamó a Zabdas a Palmira y lo lanzó a conquistar Siria, en la que fue asistido por su subordinado Septimius Zabbai; el hecho de que en agosto de ese año ya había regresado a Palmira (como lo demuestran dos estatuas dedicadas por ellos a Odenathus y Zenobia) sugiere que la conquista de la provincia fue iniciada por Zabbai.
Zabdas llevó a su ejército a conquistar Asia Menor, de modo que en menos de un año el Reino de Palmira adquirió los territorios de Anatolia incluyendo Galatia. El único territorio que le resistió fue Calcedonia, en el extremo noroccidental de la península, que permaneció en manos enemigas tras varios intentos, jugando más tarde un papel importante durante la reconquista de Aurelian.

## El contraataque del emperador Aureliano

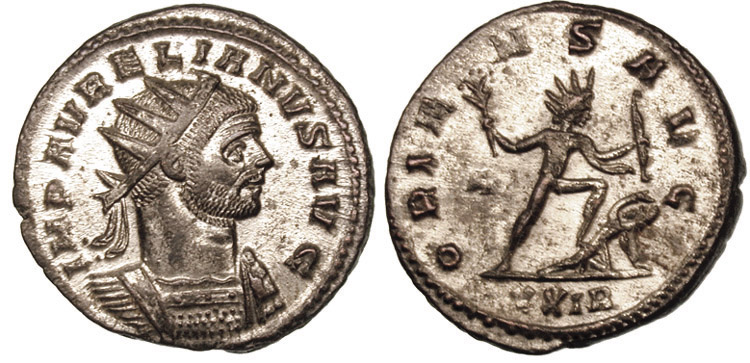
Moneda de Aurelianus, celebrando su reconquista del Oriente romano: Zabdas fue derrotado dos veces por Aureliano, a pesar de sus tácticas de superioridad de la caballería pesada de Palmira sobre la romana

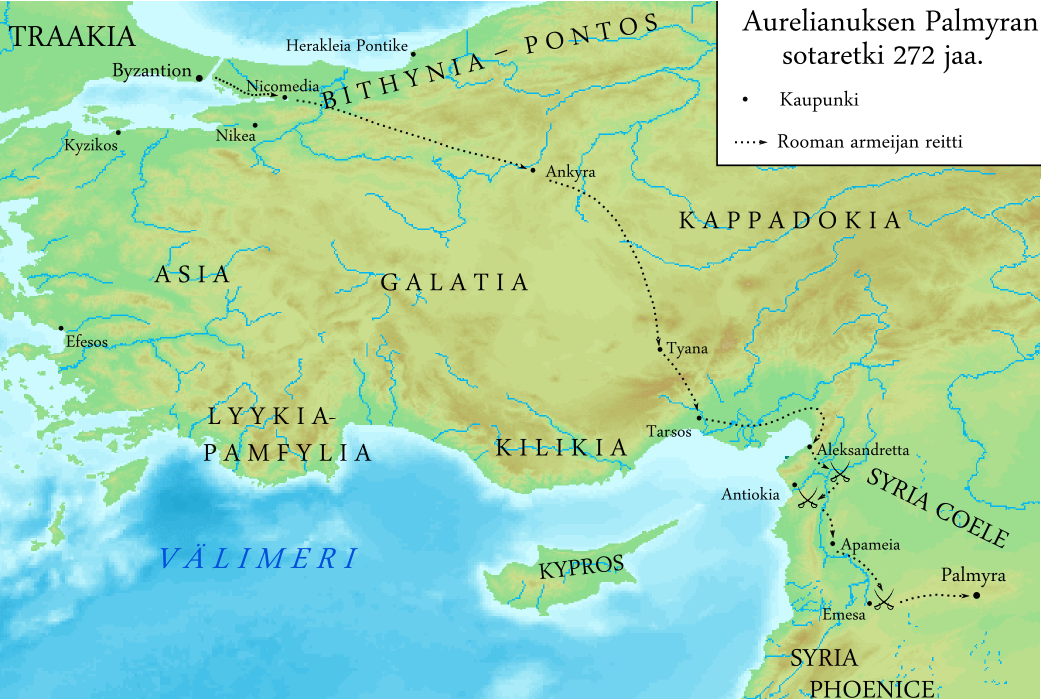
Ruta de las campaña de Aurelian contra Zenobia de Palmyra

En 270 se convirtió en emperador Aureliano, reconoció a Zenobia con el título de Augusta y de Reina de Egipto, las conquistas que había hecho en detrimento de los mismos romanos. Imperio, también porque Aureliano la consideraba una excelente administradora de estados, pero, cuando la reina comenzó a aparecer en público envuelta en un manto de púrpura, para acuñar monedas con su propia efigie y la de su hijo, se alarmó y pensó que tenía que intervenir
En 271, habiendo resuelto los problemas que tenía en Italia, Aureliano decidió restablecer el control romano sobre las distintas regiones, comenzando por el reino de Palmira.

### Reconquista de Egipto y Asia Menor
Las provincias de Bitinia y el Ponto|Bitinia] y Egipto, conquistadas menos de dos años antes por Zenobia, fueron reconquistadas casi sin que se disparara una pelea; en Egipto hubo una resistencia más importante de Palmira, dirigida por el general Timagenes, que fue derrotado en 272 por la mano derecha de Aureliano, Probo.
Aureliano en su obediencia redujo sin encontrar resistencia particular la provincia de Bitinia y tomó Ancira y Tyana, esta última por traición. Zenobia ordenó al general Zabdas que se retirara hacia Siria, el corazón del dominio de Palmira, donde, según los cálculos de la reina, habría sido más fácil repeler al emperador romano. El general palmireno abandonó así a Tyana a su suerte. Aureliano fue misericordioso con la ciudad de Tyana, perdonó a los habitantes y ejecutó al traidor que le había abierto las puertas. Como Aureliano, enfadado por la resistencia de la ciudad durante el asedio, había jurado no dejar en ella un perro vivo tras su captura, el ejército romano pidió permiso al emperador para saquear la ciudad y exterminar a la población. Aureliano respondió: 

Yo no juré esto. Mata a los perros, te lo permito.
Historia Augusta, Divus Aureliano, 23.2.

Después de lo cual el ejército, decepcionado por el botín que se desvanecía, obedeció sin dudarlo. Según la leyenda, la clemencia de Aureliano hacia los habitantes se debió a una aparición en un sueño del filósofo Apolonio de Tiana quien le dijo en latín: 

Aureliano, si quieres vencer, perdona a mis conciudadanos .
Historia Augusta, Divus Aurelianus, 24.4

Mientras tanto, Zenobia preparó un poderoso ejército y lo puso bajo el mando de Zabdas, el que había conquistado Egipto en nombre del reino de Palmira.
El avance de Aureliano continuó sin encontrar resistencia particular hasta Siria, donde Zabdas lo esperaba con su ejército.

### Batalla de Immae
Las tropas palmirenas, bajo el mando del general Zabdas y compuestas por los restos de al menos dos legiones romanas, los arqueros palmirenos y la caballería pesada (los clibanarii similares a los Catafratto Persiano ), que se habían reunido en Antioquía, luego se trasladaron para encontrarse con el emperador, que fue interceptado en las orillas del Orontes, donde tuvo lugar la Batalla de Immae. . Aquí Aureliano, que en el pasado había sido comandante de caballería, al primer ataque de los "climbanarii" ordenó a su caballería ligera retirarse y ser perseguida hasta los caballos enemigos, lastrados por su propia coraza y la del caballero, estaban agotados; luego la caballería de Aureliano se detuvo y puso en fuga a los clibanarii, mientras su infantería, habiendo cruzado el Orontes, atacó por el flanco a las tropas de Zabdas, que sufrieron así una completa derrota. Luego se retiró dentro de los muros de Antioquía.
Dentro de Antioquía Zenobia y su general se enfrentaron a un dilema: no podían declarar que habían perdido, porque existía el riesgo de una revuelta de la población siria en apoyo del victorioso Aureliano. Entonces Zabdas ideó una estratagema: contando con que la caballería romana había huido de la ciudad y la caballería palmirena era perseguida, pero no con la derrota de esta última que se produjo cerca de Immae, encontró a un hombre que se parecía a Aureliano. , lo vistió con vestimentas imperiales y lo arrastró por las calles de Antioquía para celebrar la captura del emperador. Durante la noche, Zenobia y su general abandonaron la ciudad, al frente del ejército, menos un contingente de arqueros estacionados en una colina que domina el suburbio sur de Daphne, hacia Emesa  ( Homs).
Entonces Zenobia y Zabdas, después de dejar una pequeña guarnición en la guarnición fortificada de Daphne, de noche, se retiraron de Antioquía rumbo a Emesa, para poder levantar un segundo ejército para detener a Aureliano.
Aureliano al día siguiente de la batalla llegó a Antioquía donde encontró la ciudad casi desierta: de hecho la mayoría de los habitantes, asustados por la llegada del ejército romano, habían huido siguiendo a las tropas de Zenobia y Zabdas.

### Batalla de Emesa
Aureliano, al darse cuenta de esto, inmediatamente dispuso repoblar la ciudad convenciendo a los ciudadanos huidos de que regresaran con la promesa de que no se les haría daño ni un pelo, ya que habían sido obligados a obedecer al usurpador por necesidad y no por voluntad. Zenobia, saliendo de Antioquía, había dejado un grupo de arqueros en una colina que dominaba el pueblo de Daphne para mantener a Aurelian el mayor tiempo posible en Antioquía y darle más tiempo para reagruparse y preparar un ejército capaz de combatir a la par del de Aureliano. Sin embargo, estos fueron derrotados por el Emperador, quien, después de dejar Antioquía, sometió las ciudades de Apamea, Larissa y Arethusa, que espontáneamente le abrieron sus puertas. .
Llegado a Emesa, se enfrentó allí a las tropas palmirenas, dirigidas por la propia Zenobia y por su generalísimo Zabdas, que sumaban 70 000 hombres. A pesar de la superioridad de la caballería palmirenita, más numerosa que la romana, Aureliano, que había recibido refuerzos de tropas mesopotámicas, sirias, fenicias y palestinas, desertoras del ejército palmireno, trajo al usurpador una nueva victoria.
Los palmirenos luego huyeron en desorden y en su huida pisotearon a sus propios compañeros soldados y fueron asesinados por las cargas de la infantería romana. El llano al final de la batalla era una auténtica carnicería entre hombres y caballos. Los que habían podido huir entre los palmirenos llegaron a la ciudad de Emesa.
Zenobia, tras la tercera derrota desastrosa, decidió retirarse de Emesa y huir a Palmira, donde organizaría la última resistencia. Sin embargo, la fuga repentina no le permitió recuperar el tesoro que había escondido en la ciudad. Aureliano, informado de la huida de Zenobia, entró en Emesa, recibido por sus ciudadanos y que.Aquí encontró el tesoro abandonado por la reina rebelde. Esta derrota fue particularmente dolorosa para Zenobia: sin el tesoro real de Palmira, la reina ya no tenía los medios para reunir tropas adecuadas capaces de oponerse a Roma.
Entrando en Emesa, mandó construir un nuevo templo, dedicado al dios Sol Invictus.

### Asedio de Palmira

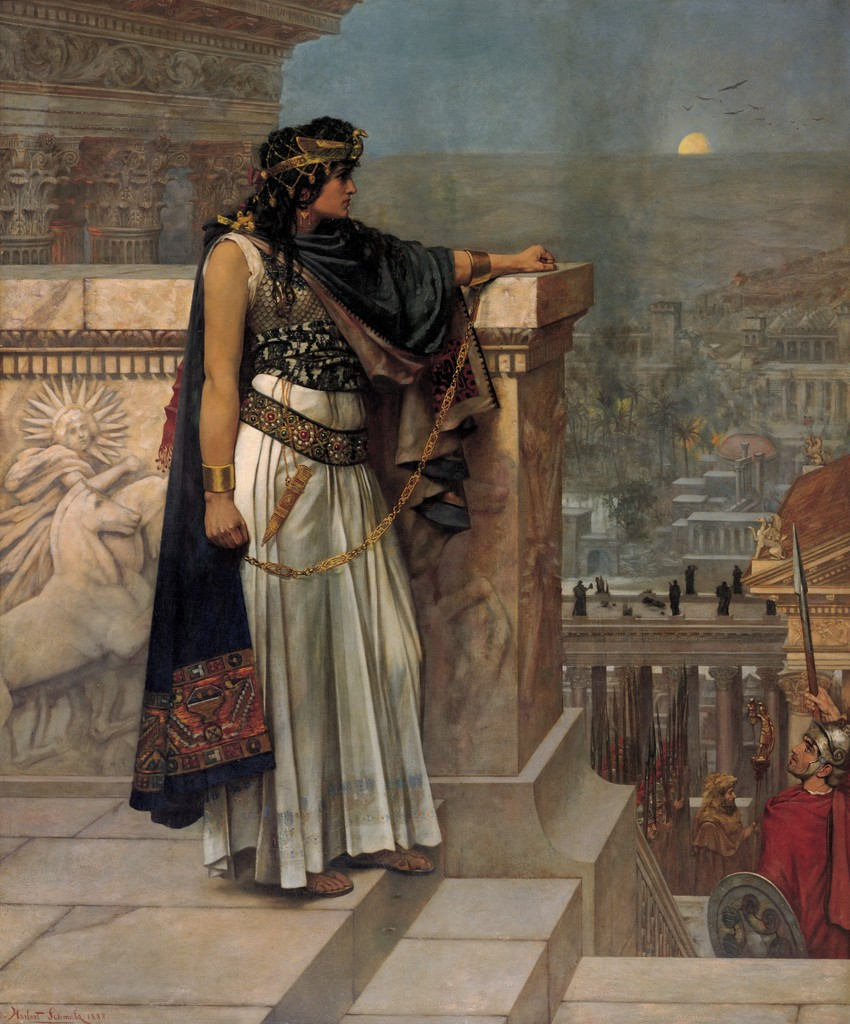
Herbert Schmalz - El último vistazo de la reina Zenobia a Palmyra durante el Asedio romano.

Zenobia, junto con Zabdas y unos cuantos puñados de soldados, ayudó en la huida de los nómadas del desierto que atacaban a Aureliano, se retiró a Palmira, preparándose para soportar un asedio, esperando la llegada de la ayuda persa que envió, pero que era relativamente pequeña; muy pocos para salvar al Reino de Palmyra de su destino.
Zenobia se preparó para resistir, con las pocas tropas que le quedaban, el sitio de Palmira que pronto emprendería Aureliano. Mientras tanto, el Emperador envió a Probus a subyugar Egipto, defendida por un contingente de aproximadamente 5000 palmirenos bajo el mando del general pro-palmyreno Timagenes, quien pronto fue derrotado Desde Egipto, Probo se dirigió rápidamente hacia Palmira para echar una mano a Aureliano.
Cruzando el desierto para llegar a Palmira lo más rápido posible, para evitar que Zabdas siguiera reforzando las ya poderosas defensas de la ciudad, tuvo que enfrentarse a las bandas de merodeadores sirio-árabes, aliados de Zenobia, quienes, durante una emboscada, lograron herir a él. Aureliano no se dio por vencido y se presentó con su ejército frente a las murallas de la ciudad enemiga y así comenzó el sitio de Palmira, aunque inseguro de la protección de los Dioses y del resultado del sitio.
Sabiamente, también para hacer que el sufrimiento de sus soldados terminara más rápido, decidió ofrecer a Zenobia una rendición muy ventajosa: 

[...] te prometo que vivirás, Zenobia; usted y su familia podrán vivir en el palacio que le pediré a nuestro venerado Senado que le conceda. A cambio, tendrás que entregar las joyas, la plata, el oro, las ropas de seda, los caballos y los camellos a la hacienda de Roma. Se respetarán los derechos del pueblo de Palmira.
 «Historia Augusta»

La reina, inesperadamente, no quiso aceptar la propuesta del emperador romano; hizo que su consejero más ilustre, el filósofo Cassio Longinus (Cassio Longinus (rhetor)) escribiera una respuesta, en la que rechazó con desdén la rendición y así obligó a Aureliano a sitiar Palmira; dejando en claro que ella nunca se habría inclinado ante los romanos. El emperador se vio obligado a mantener el sitio ya enfrentarse resueltamente a las tribus del desierto que eran sometidas, ya fuera con armas o con dinero (algunas tribus tenían la lucrativa tarea de abastecer al ejército imperial).
La reina esperaba que el hambre y la sed (el oasis de la ciudad todavía estaba completamente bajo el control del ejército de Palmira) obligaría a los romanos a abandonar el asedio. Además, creía (en vano) que recibiría una gran ayuda de los persas. Pero el rey sasánida Sapor I, vencedor varias veces en el pasado sobre las legiones romanas, había muerto en esos días y solo se enviaron pequeñas ayudas desde Persia que, sin embargo, fueron fácilmente interceptadas y derrotadas por las legiones romanas.
Los convoyes llegaban regularmente desde Siria y pronto Probo, recién llegado de la reconquista de Egipto, se unió a su emperador en Palmira y le dio grandes refuerzos en el asedio. A pesar de todo, los soldados y las murallas de Palmira continuaron resistiendo cualquier intento de tomarla.

### Captura de Zenobia, rendición de Zabdas y victoria de Aureliano

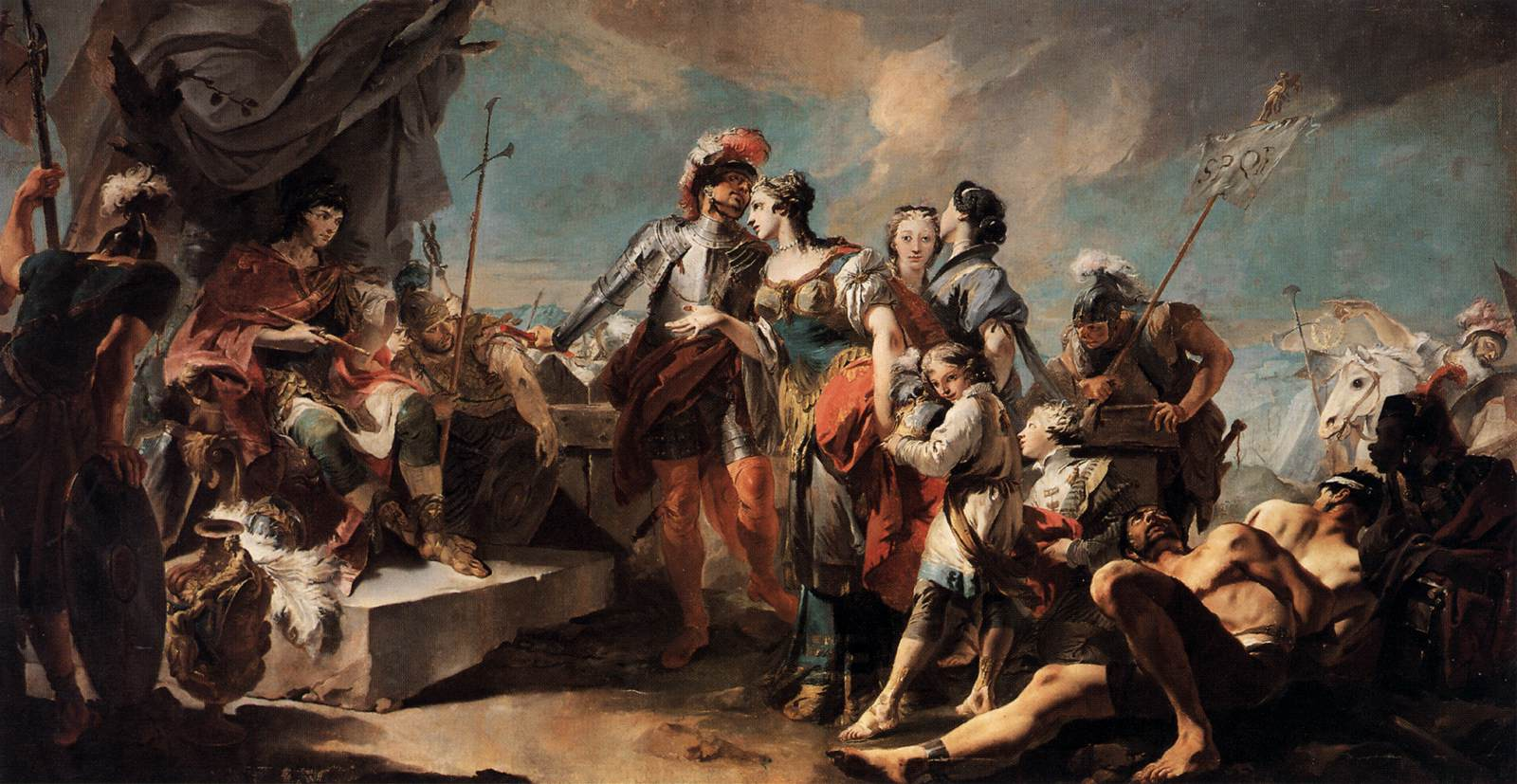
La rendición de la reina Zenobia de Palmira - pintura de Giovanni Battista Tiepolo

Mientras Aureliano asediaba Palmira, la reina y el Ayuntamiento pensaron en enviar una embajada, encabezada por la propia Zenobia, al rey persa Shapur I (desconociendo que había muerto por esas fechas), con el objetivo de recibir refuerzos y así salvar el Reino de Palmira. Zenobia decidió entonces montarse en el más rápido de sus dromedarios, junto con su pequeño hijo, y tratar de llegar al Reino de los Sasánidas pero, a sesenta millas de Palmira, fue atrapada y capturada por el Emperador justo antes de cruzar el Éufrates.
Con la reina capturada y gran parte del ejército aniquilado y exhausto, el general Zabdas entregó la ciudad a los romanos a finales del 272; el Reino de Palmira había sido sometido, sin que el oasis y la ciudad hubieran sufrido violencia alguna. Las provincias orientales volvieron a reconocer la autoridad de Aureliano. Cuando el Emperador recibió a la cautiva Zenobia, le preguntó por qué se había atrevido a rebelarse contra el Iemperadores romanos, y ella respondió: 

Porque desdeñé considerar a un Aureolus, y un Gallienus como emperadores romanos. Te reconozco solo como mi conquistador y Soberano

Posteriormente, la reina y sus leales llegaron a Emesa encadenados para ser juzgados.
Ella, temerosa por su vida (de hecho, el ejército romano había pedido que la ejecutaran), culpaba de su rebelión a sus asesores, quienes con sus consejos habían influido en sus decisiones, siendo ella mujer (sexo débil) y por tanto fácilmente influenciable.
Un tal Longinus (Cassio Longinus (retórico) , secretario de Zenobia, pagó por ello, culpable de haber escrito la carta con la que Zenobia había rechazado la rendición, y castigado con la muerte.
Junto con el filósofo Cassius Longinus (Cassius Longinus (retórico), muchos otros funcionarios de Zenobia como el sofista Callinicus y el mismo general Zabdas fueron sentenciados a muerte, pero su vida fue salvada y fue traída como prisionero en Roma.

## Entradas relacionadas
- Reino de Palmira
- Batalla de Immae
- Batalla de Emesa
- Asedio de Palmira
- Zenobia
- Aureliano

- Portal:biografías. Contenido relacionado con biografías.